# Leo Pleysier

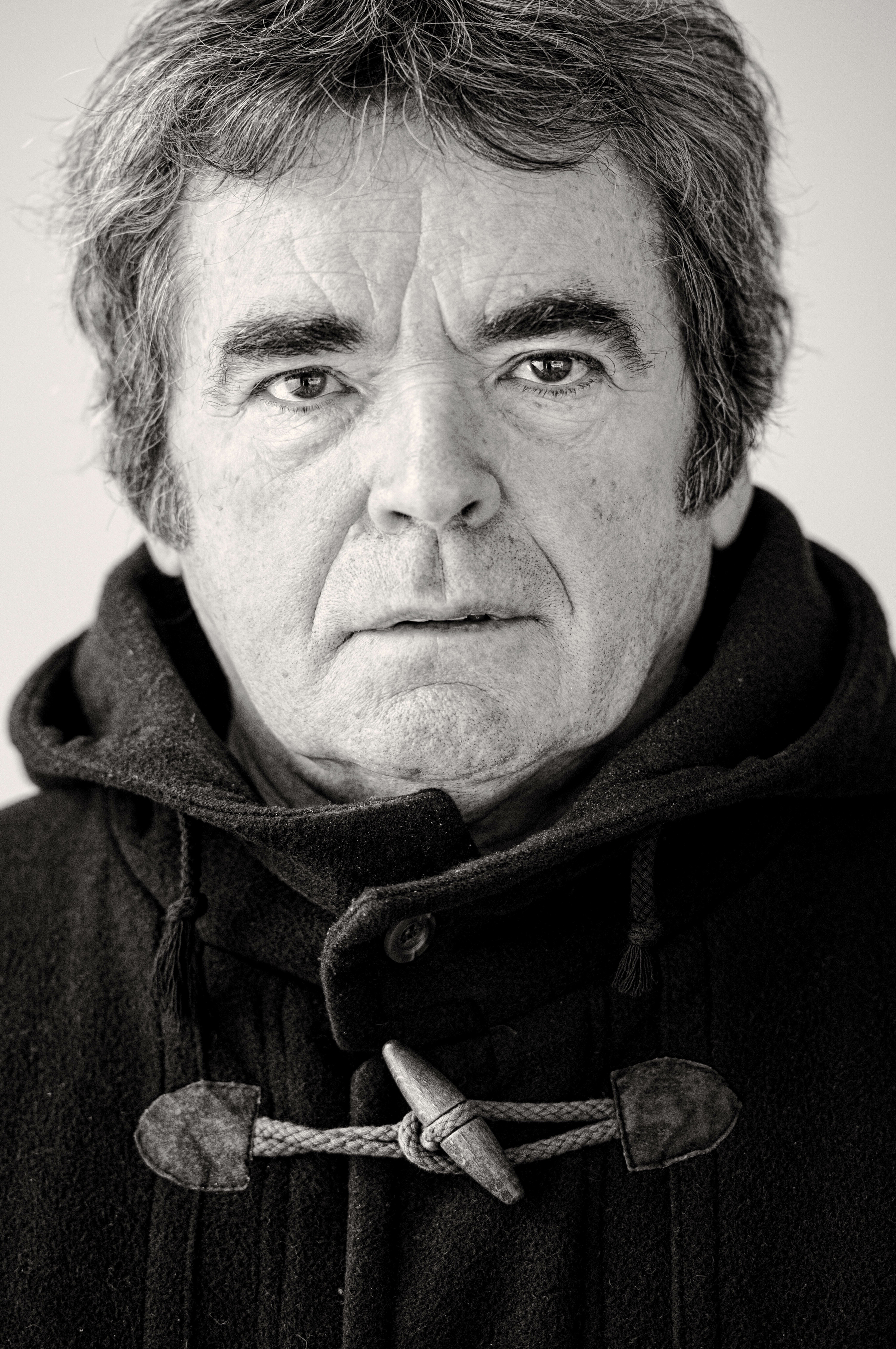
Leo Pleysier (Januar 2015, fotografiert von Michiel Hendryckx).

Leo Pleysier (* 28. Mai 1945 in Rijkevorsel, Belgien) ist ein niederländischsprachiger Schriftsteller aus Belgien. Er wurde in Rijkevorsel, einem Dorf in den Antwerpener Kempen, geboren, wo er einige Jahre als Grundschullehrer tätig war und noch heute lebt.
In seinem Erzählwerk untersucht er seine Beziehung zu seinem Geburtsort und seinen Verwandten. Angst, Einsamkeit, Nestwärme, Gewalt, der sich ändernde Zeitgeist, Isolation und Verbundenheit zwischen Menschen sind einige wiederkehrende Themen. Pleysiers Romane sind Emblemata der 'condition humaine'. Sie enthalten zwischen den Zeilen auch Zeit- und Gesellschaftskritik.
Pleysiers erste Bücher (Mirliton und Niets dan schreeuw) sind, was Sprache und Aufbau betrifft, experimenteller Natur und ich-orientiert. Allmählich hat der Autor seinen Horizont erweitert: von der eigenen Region Waar was ik weer? zu England (Shimmy), Afrika (Zwart van het volk), Indien und China (De Gele Rivier is bevrozen, De trousse).
Wit is altijd schoon (1989), in dem er seine redselige Mutter nach ihrem Tod weiterplaudern lässt, bedeutete den Durchbruch beim Publikum. Typisch gesprochene Sprache wird hier behutsam zu Schrift gebracht. Sie bekommt musikalisch-rhythmische Qualität. Wit is altijd schoon wurde für den AKO-Literaturpreis 1989 nominiert und erhielt den F. Bordewijkpreis 1990.
Es folgten De kast (1991), De Gele Rivier is bevrozen (1993) und Volgend jaar in Berchem (2000), in denen eine Schwester, eine Tante Nonne und der Vater im Mittelpunkt stehen. De dieven zijn al gaan slapen (2003) ist eine Mischung autobiographischer und poetikaler Fragmente. 

 De Gele Rivier is bevrozen wurde mit dem Driejaarlijkse Belgische Staatsprijs ausgezeichnet. 2004 erschien die Novelle De trousse, die erneut eine Nonne als Hauptfigur hat, 2007 der Roman De Latino's über ein flämisches Entwicklungshelferpaar in Latein-Amerika. Im Roman Dieperik (2010), der an eine Kindheitserinnerung anknüpft, wird eine Geschichte erzählt, die eigentlich verschwiegen werden sollte. Der Erzählband De zoon, de maan en de sterren (2014) verwebt Motive wie Geborgenheit und Bedrohung, das Lokale und das Globale. Heel de tijd (2018) bringt Erinnerungen und kurze Erzählungen zusammen, Bilder der verstreichenden Zeit. Im kurzen Roman Klokgelui (2023) wird das weltweise Gerede einer Gruppe Wanderer mit der stillen Existenz eines zurückgezogenen alten Ehepaars konfrontiert. 

## Werke (Auswahl)
- Der Gelbe Fluß ist gefroren (Berlin Verlag 1997).
  - als Taschenbuch: Rowohlt, Reinbek bei Hamburg 1997, ISBN 3-499-22320-1.
- Schwarz vor Volk (Berlin Verlag 1999).
- Weiß ist immer schön (Verlag Vertaal & Verlaat 2008).